# Puhala Sándor
Puhala Sándor (Kassa, 1882. január 18. – Temesvár, 1962. január 17.) pedagógiai író, újságíró.

## Életútja
A budapesti egyetemen latin-magyar szakos tanári diplomát, majd nyelvészeti és művészettörténeti doktorátust szerzett. Az Arany János Társaság tagja. Újpesten, Lugoson, majd az első világháború után a temesvári állami német-magyar líceumban, ennek megszűnte után a C. Diaconovici Loga Gimnáziumban latintanár.

## Munkássága
Több pedagógiai tanulmányt írt a budapesti Országos Tanáregyleti Közlönybe, publicisztikai cikkei, esztétikai tanulmányai, esszéi jórészt a Temesvári Hírlapban és a Temesvarer Zeitungban jelentek meg. Szerkesztette a Krassó-Szörényi Lapokat, 1942 októberétől 1943 januárjáig a Déli Hírlap felelős szerkesztője. Az 1944. augusztus 23-iki átállás után Dél-Erdélyből internált magyar értelmiségiek Tg. Jiuban kiadott Zsilvásárhelyi Déli Hírlapjában Nyelvünk védelmében című írása jelent meg.
Kötete: 
- Modern gondolatok a gyermek testi neveléséről (Budapest 1912)